# Allomerus decemarticulatus
Allomerus decemarticulatus é uma espécie de inseto do gênero Allomerus, pertencente à família Formicidae.